# Distretto di Phang Khon
Il distretto di Phang Khon (in thailandese: พังโคน) è un distretto (amphoe) della Thailandia, situato nella provincia di Sakon Nakhon.